# Karen Wegener
Karen Margrethe Lund Wegener, geborene Petersen, (* 27. April 1935 in Sønder Nærå, Fünen; † 29. März 2012 in Aarhus) war eine dänische Schauspielerin.

## Leben
Karen Wegener wuchs als Tochter von Fred Petersen († 1975) und dessen Frau Grethe Lund auf der Insel Fünen auf.
Nach ihrem Schulabschluss zog sie nach Aarhus, wo sie fortan wohnte. Sie absolvierte dort von 1954 bis 1958 ihre Schauspielausbildung an der Schauspielschule des Aarhus Teater, wo sie auch ihr Bühnendebüt als Darstellerin hatte und dort anschließend bis zum Jahr 1969 als festes Ensemblemitglied engagiert war. Als Bühnendarstellerin wirkte sie in zahlreichen Theaterstücken wie beispielsweise in Macbeth, Mutter Courage und ihre Kinder oder Peer Gynt mit. Daneben spielte sie in Musicals, Operetten, Varieté-Shows und in Ballett-Aufführungen mit, so unter anderem auch am Königlichen Theater Kopenhagen, am Folketeatret, am Odense Teater oder am Theater Helsingør.
Von 1963 bis 1997 wirkte sie als Schauspielerin vor der Kamera in mehr als 20 Film-und-Fernsehproduktionen mit. Für ihr filmisches Schaffen wurde sie mehrmals ausgezeichnet. Im Jahr 1988 wurde sie als Beste Nebendarstellerin mit dem Bodil ausgezeichnet, im Jahr 1997 erhielt sie den Lauritzen-Preis und im Jahr 1998 wurde ihr der Dannebrogorden zuerkannt. Wegener zog sich Anfang der 2000er-Jahre wegen einer Erkrankung aus dem Rampenlicht zurück.
Sie war ab dem 20. Mai 1962 mit dem Schauspieler Ole Wegener verheiratet. Die Ehe blieb kinderlos. Sie starb im März 2012 im Alter von 76 Jahren. Ihre Grabstätte befindet sich auf dem Beder-Friedhof in Aarhus.

## Filmografie (Auswahl)
- 1963: Problemet - Piger
- 1971: Stikkeren
- 1976: Snak
- 1978: Else Kant
- 1983: Jenny (Fernsehserie)
- 1987: Pelle, der Eroberer
- 1989: Lykke Per (Fernsehserie, 3 Folgen)
- 1991: Cecilia
- 1997: Bryggeren (Fernsehserie, 6 Folgen)